# HD 84567
HD 84567，又名CD-29 7758，SAO 177939、HR 3878，是一颗恒星，视星等为6.45，位于銀經261.83，銀緯17.45，其B1900.0坐标为赤經9h 40m 58s，赤緯-29° 17.45′ 33″。